# Caroní (khu tự quản)
Caroní là một khu tự quản thuộc bang Bolívar, Venezuela. Thủ phủ của khu tự quản Caroní đóng tại Ciudad Guayana. Khự tự quản Caroní có diện tích 1612 km2, dân số theo điều tra dân số ngày 21 tháng 10 năm 2001 là 646541 người.